# Кореташи
Кореташи су насељено мјесто у општини Лопаре, Република Српска, БиХ. Насељено је око 1840 године и први попис је урађен 1879. године када је у Кореташима било 178 становника. Према попису становништва из 1991. у насељу је живјело 334 становника.

## Географија
Од Лопара су удаљени 22 километра.

## Образовање
У насељеу се налази подручно одјељење Основне школе „Доситеј Обрадовић“ из Кораја.

## Спорт
Насеље има свој спортски терен на коме игра фудбалски клуб Јединство. Клуб је основан 1977 годинe.

## Привреда
Основана града привреде су пољопривреда и сточарство. Према подацима из фебруара 2012, око 80% становништва се бави пољопривредом.

## Становништво
Кореташи су насељени око 1840 године са пар домаћинстава али је тек од 1851 прилив досељеника постао значајнији, па је око 1856 већ било 11 или 12 домаћинстава од којих се већина доселила послије 1851 године. Први званични попис из 1879 године показује да Кореташи имају 28 домаћинстава те 97 мушких становника и 81 женских становника.
Првобитно је насељен дио око Лукавца према Мртвици односно Будеч а тек накнадно су масовније насељени Горњани и у том периоду Кореташи и добијају своје име. До тада су практично постојали Будеч и Васићи. На картама из тога времена Кореташи су означени као Кореташ.
Становници се називају Кореташани.
|                    |      |       |       |       |       |      |      |      |      |
| Националност       | 2013 | 1991. | 1981. | 1971. | 1961. | 1910 | 1895 | 1885 | 1879 |
| Срби               | 216  | 329   | 354   | 385   | 409   | 277  | 210  | 166  | 178  |
| Југословени        |      |       | 1     |       |       |      |      |      |      |
| Муслимани          | 1    | 1     |       |       |       |      |      |      |      |
| Хрвати             |      | 1     |       |       |       |      |      |      |      |
| остали и непознато | 2    | 3     | 3     | 1     |       |      |      |      |      |
| Укупно             | 219  | 334   | 358   | 386   | 409   | 277  | 210  | 166  | 178  |

| Демографија | Демографија | Демографија |
| Година      | Становника  | Становника  |
| ----------- | ----------- | ----------- |
| 1879.       | 178         |             |
| 1885.       | 166         |             |
| 1895.       | 210         |             |
| 1910.       | 277         |             |
| 1961.       | 409         |             |
| 1971.       | 386         |             |
| 1981.       | 358         |             |
| 1991.       | 334         |             |
| 2013.       | 219         |             |

### Презимена
1. Васић
2. Вуковић
3. Гајић
4. Гашић
5. Давидовић
6. Драгић
7. Ђинисић
8. Живковић
9. Јовељић
10. Јовичић
11. Лазаревић
12. Миловановић
13. Митровић
14. Мићић
15. Пајић
16. Пољић
17. Рикановић
18. Симеуновић
19. Симикић
20. Симић
21. Станаревић
22. Тешановић

#### Презимена којих више нема
1. Бојановић
2. Кикић
3. Новаковић
4. Смиљанић
5. Смолић
6. Станкић
7. Тешић

## Знамените личности
- Момчило Пољић, српски економиста